# سفارت کره شمالی در مادرید
سفارت کره شمالی در مادرید (به اسپانیایی: Embassy of North Korea) یک سفارت در اسپانیا است که در مادرید واقع شده‌است.